# Чортковское восстание
Чортковское восстание (пол. Powstanie czortkowskie) — попытка польского вооруженного мятежа в городе Чортков. Организовали члены польских молодёжных обществ «Стшельци», «Харцеры», «Сокули» под руководством Я. Ковальского с участием украинских подпольщиков-гимназистов.
Цель — сорвать становление советской власти: для этого планировалось захватить оружие, боеприпасы и автотранспорт Чертковского гарнизона, через р. Днестр возле г. Залещики перейти советско-румынскую границу и объединиться с польской армией для продолжения антисоветской борьбы.
Выступление планировалось на январь 1940 года, однако при подготовке оказалась непоследовательность организаторов, участников не вооружили, не было четкого плана действий. Восстание завершилось поражением и арестами участников; 42 подпольщика были осуждены в сентябре 1940 года в городах Тернополь и Одесса к многолетнему заточению.
Чортковское восстание спровоцировало карательные акции советской власти против деятелей национального подполья.